# Gelliodes spongiosa
Gelliodes spongiosa är en svampdjursart som beskrevs av Topsent 1916. Gelliodes spongiosa ingår i släktet Gelliodes och familjen Niphatidae. Inga underarter finns listade i Catalogue of Life.